# Lijst van nummer 1-hits in Canada in 2014
Deze hits stonden in 2014 op nummer 1 in de Canadian Hot 100, de bekendste hitlijst in Canada.
| Datum        | Artiest                                | Titel               |
| ------------ | -------------------------------------- | ------------------- |
| 4 januari    | Pitbull & Ke$ha                        | Timber              |
| 11 januari   | Pitbull & Ke$ha                        | Timber              |
| 18 januari   | Pitbull & Ke$ha                        | Timber              |
| 25 januari   | Pitbull & Ke$ha                        | Timber              |
| 1 februari   | Pitbull & Ke$ha                        | Timber              |
| 8 februari   | OneRepublic                            | Counting stars      |
| 15 februari  | Katy Perry & Juicy J                   | Dark horse          |
| 22 februari  | A Great Big World & Christina Aguilera | Say something       |
| 1 maart      | Katy Perry & Juicy J                   | Dark horse          |
| 8 maart      | Pharrell Williams                      | Happy               |
| 15 maart     | Pharrell Williams                      | Happy               |
| 22 maart     | Pharrell Williams                      | Happy               |
| 29 maart     | Pharrell Williams                      | Happy               |
| 5 april      | Pharrell Williams                      | Happy               |
| 12 april     | Pharrell Williams                      | Happy               |
| 19 april     | Pharrell Williams                      | Happy               |
| 26 april     | Pharrell Williams                      | Happy               |
| 3 mei        | Pharrell Williams                      | Happy               |
| 10 mei       | Pharrell Williams                      | Happy               |
| 17 mei       | John Legend                            | All of me           |
| 24 mei       | John Legend                            | All of me           |
| 31 mei       | John Legend                            | All of me           |
| 7 juni       | John Legend                            | All of me           |
| 14 juni      | John Legend                            | All of me           |
| 21 juni      | Iggy Azalea & Charli XCX               | Fancy               |
| 28 juni      | Sam Smith                              | Stay with me        |
| 5 juli       | Sam Smith                              | Stay with me        |
| 12 juli      | Sam Smith                              | Stay with me        |
| 19 juli      | Sam Smith                              | Stay with me        |
| 26 juli      | Sam Smith                              | Stay with me        |
| 2 augustus   | Sam Smith                              | Stay with me        |
| 9 augustus   | Sam Smith                              | Stay with me        |
| 16 augustus  | Nico & Vinz                            | Am I wrong          |
| 23 augustus  | Maroon 5                               | Maps                |
| 30 augustus  | Maroon 5                               | Maps                |
| 6 september  | Taylor Swift                           | Shake It Off        |
| 13 september | Taylor Swift                           | Shake it off        |
| 20 september | Meghan Trainor                         | All about that bass |
| 27 september | Taylor Swift                           | Shake it off        |
| 4 oktober    | Meghan Trainor                         | All about that bass |
| 11 oktober   | Meghan Trainor                         | All about that bass |
| 18 oktober   | Meghan Trainor                         | All about that bass |
| 25 oktober   | Meghan Trainor                         | All about that bass |
| 1 november   | Meghan Trainor                         | All about that bass |
| 8 november   | Meghan Trainor                         | All about that bass |
| 15 november  | Meghan Trainor                         | All about that bass |
| 22 november  | Taylor Swift                           | Shake it off        |
| 29 november  | Taylor Swift                           | Blank Space         |
| 6 december   | Taylor Swft                            | Blank space         |
| 13 december  | Taylor Swft                            | Blank space         |
| 20 december  | Taylor Swft                            | Blank space         |
| 27 december  | Taylor Swft                            | Blank space         |